# The Christmas Princess (libro)
The Christmas Princess es un libro ilustrado de Mariah Carey publicado el 1 de noviembre de 2022. Fue escrito con Michaela Angela Davis e ilustraciones de Fuuji Takashi. El libro se describe como un cuento de hadas moderno que presenta a una pequeña Mariah que emprende un "viaje invernal y maravilloso, y finalmente descubre el poder curativo de su voz para difundir el espíritu navideño en casa y en todo el mundo".
El libro es publicado por Henry Holt Books for Young Readers.